# Sandkärr och del av Rosendal
Sandkärr och del av Rosendal is een plaats in de gemeente Falkenberg in het landschap Halland en de provincie Hallands län in Zweden. De plaats heeft 56 inwoners (2000) en een oppervlakte van 13 hectare.